# Brunello di Montalcino
De Brunello di Montalcino is een rode wijn die in 1967 de zevende wijn werd in Italië met de beschermde herkomstbenaming DOC. In 1980 realiseerde men de status van DOCG. De productiezone is beperkt tot Toscane, op het grondgebied van de gemeente Montalcino in het zuiden van de provincie Siena. De Brunello di Montalcino is (samen met Barolo, Barbaresco en Franciacorta) de meest gewaardeerde en duurstbetaalde Italiaanse wijn. Een fles van een goed jaar kan honderden euro's kosten.
Een Brunello heeft een verplichte rijping van 4 jaar en een Brunello Riserva 5 jaar, waarvan 2 jaar op hout. Een Brunello is gemiddeld na 10 jaar op dronk en is dan nog enkele jaren te bewaren. Dat kan zelfs enkele tientallen jaren zijn, maar dat is afhankelijk van factoren zoals lagering, jaargang en wijnhuis. Van een wijnhuis in het bijzonder (Biondi Santi) wordt het jaar 1891 nog regelmatig door reputabele wijnhandelaars aangeboden. 
Veel huizen produceren naast Brunello een tweede, goedkopere wijn, de Rosso di Montalcino. Een Rosso wordt na een tot twee jaar op de markt gebracht en is dan over het algemeen ook direct op dronk en kan ca. 5 jaar bewaard worden. Langer is mogelijk, maar niet echt de bedoeling. Ook de Rosso di Montalcino heeft de status van een DOC. 
De gebruikte druif bij zowel de Rosso- als de Brunello di Montalcino is de Sangiovese Grosso of Brunellodruif, een kloon van de in Italië veel gebruikte Sangiovesedruif. Bekende producenten van Brunello di Montalcino zijn onder meer Biondi Santi, Fuligni, Case Basse, Valdicava, Salvioni en Brunelli. 
Naast de Brunello en de Rosso worden in Montalcino ook een zoete Moscadello di Montalcino en de Sant'Antimo geproduceerd. Het laatstgenoemde type is een uitzondering, omdat deze zowel in rood als wit, maar ook met uitheemse druiven zoals Cabernet Sauvignon geproduceerd wordt.